# La minorenne
La minorenne ("A Menor", em italiano) é um filme italiano de 1974, dirigido por Silvio Amadio, protagonizado por Gloria Guida. O filme estreou em Portugal em 9 de outubro de 1974.

## Sinopse
No ambiente sufocante do colégio, Valeria passa o tempo a sonhar com todo o tipo de pessoas. Quando volta para casa pode realizar todos os seus sonhos eróticos.
Cansada da vida difícil de um colégio de mojes, Valeria (Gloria Guida) irá se contentar a ter sonhos eróticos, que saem da atmosfera opressiva que vive. De volta a casa, encontrará uma situação familiar muito complexa, já que seu pai vive somente para os negócios, sua mãe têm uma relação extramatrimonial com um sócio de seu marido e seu irmão Lorenzo vive cansado por suas dúvidas e seus problemas que lhe causam suas amizades. Por isso, a jovem trata de respirar um ar novo, entrando em contato com Spartaco (Corrado Pani), um homem que vive em um barraco na praia, dedicado a criação de estranhas obras de arte.

## Elenco
- Gloria Guida como Valeria Sanna
- Corrado Pani como Spartaco, o artista
- Silvio Spaccesi como O Tio Sacerdote
- Giacomo Rossi Stuart como Carlo Salvi
- Luciano Roffi
- Fabrizio Moroni
- Gabriella Lepori
- Marco Guglielmi como Massimo Sanna, pai de Valeria
- Rosemary Dexter como Franca Sanna, mãe de Valeria